# Heinz Bigler (Fussballspieler, 1925)
Heinz Bigler (* 21. Dezember 1925 in Bern; † 20. Juni 2002) war ein Schweizer Fussballspieler.

## Karriere

### Vereine
Bigler spielte in der Saison 1946/47 für den FC Thun in der Nationalliga B. In einem Teilnehmerfeld von 14 Mannschaften schloss er mit ihr als Zehntplatzierter ab. 
Von 1947 bis 1961 spielte er für den BSC Young Boys. Während seiner 14 Jahre währenden Vereinszugehörigkeit gewann er mit dem Verein viermal (in Folge) die Meisterschaft und zweimal den nationalen Pokal.

### Nationalmannschaft
Bigler bestritt in einem Zeitraum von acht Jahren zehn Länderspiele für die Schweizer Nationalmannschaft. Er debütierte am 25. Mai 1953 im Stadion Wankdorf bei der 1:2-Niederlage gegen die Nationalmannschaft der Türkei. Im selben Jahr bestritt er zwei weitere, 1955 ein, 1958 zwei und 1960 ein weiteres Freundschaftsländerspiel. 
Mit der Nati nahm er an der vom 16. Juni bis 4. Juli 1954 im eigenen Land ausgetragenen Weltmeisterschaft teil. Er bestritt einzig das zweite Spiel der Gruppe 4 bei der 0:2-Niederlage gegen die Nationalmannschaft Englands. Seine letzten beiden Länderspiele bestritt er am 20. und 28. Mai 1961 in der WM-Qualifikationsgruppe 1 beim 2:1-Sieg über die Nationalmannschaft Belgiens und der 0:4-Niederlage gegen die Nationalmannschaft Schwedens.

## Erfolge
- Viertelfinalist Weltmeisterschaft 1954
- Schweizer Meister 1957, 1958, 1959, 1960
- Schweizer Cup-Sieger 1953, 1958